# Luci Corneli Mèrula (cònsol 87 aC)
Luci Corneli Mèrula (en llatí: Lucius Cornelius Merula) va ser un magistrat romà.
Era flamen dialis, sacerdot de Júpiter, i portava sempre la capa de sacerdot, a diferència d'altres flamines que només la portaven a les cerimònies. Quan va ser deposat Luci Corneli Cinna l'any 87 aC al començament de la guerra civil entre Gai Mari i Sul·la, va ser nomenat cònsol sufecte al seu lloc. En retornar Gai Mari de l'exili el mateix any i ocupar Roma, Mèrula va ser portat a judici per usurpació de les funcions consulars, que encara que les havia renunciat l'havien de portar a la condemna inevitablement. Per anticipar-se a la sentència es va suïcidar obrint-se les venes al santuari de Júpiter Capitolí, apartant curosament les robes del seu càrrec de flamen. Va deixar un registre escrit dient que no havia profanat amb la seva mort el sagrat emblema del seu pontificat. El seu últim alè el va dedicar a llençar imprecacions i malediccions als seus assassins, Cinna i Mari. El càrrec de flamen dialis no es va tornar a cobrir fins 72 anys després.